# أرتيوم كازاكوف
أرتيوم كازاكوف هو لاعب كرة قدم روسي في مركز الدفاع، ولد في 26 مايو 1990. لعب مع FC Krasnodar-2000 ‏.

## وصلات خارجية
- أرتيوم كازاكوف على موقع قاعدة بيانات كرة القدم.إي يو (الإنجليزية)
- أرتيوم كازاكوف على موقع Soccerway.com (الإنجليزية)